# Estación de Convention
La estación de Convention es una estación del metro de París situada al sur de la capital, en el XV Distrito. Forma parte de la línea 12. 

## Historia
Fue inaugurada el 5 de noviembre de 1910. Formaba parte del tramo inicial de la línea A, que luego se convertiría en la línea 12, uniendo Notre Dame de Lorette con Porte de Versailles. 
Debe su nombre a la Convention principal institución de la Primera República Francesa.

## Descripción
Se compone de dos andenes de 75 metros de longitud y de dos vías.
Su diseño sigue un estilo llamado carrossage utilizado en los años 50 y 60 que pretendía romper con los esquemas clásicos. Para ello se optó por cubrir omnipresentes azulejos blancos revistiendo las estaciones usando paneles y llamativas molduras coloreadas que abarcaban todo el ancho de la pared. Enmarcados, los anuncios publicitarios o la señalización lograban destacar mucho más. Aunque este tipo de diseño fue muy apreciado en su momento, se acabó descartando porque su mantenimiento era costoso y complejo ya que cualquier actuación exigía retirar el revestimiento. Si bien muchas estaciones que lo lucían han regresado a diseños más clásicos no es el caso de Convention que sigue conservando sus molduras horizontales de color azul mientras que las verticales, usadas en los paneles publicitarios son doradas.
La iluminación corre a cargo del anticuado modelo néons, donde unos sencillos tubo fluorescente se descuelgan de la bóveda para iluminar los andenes.
La señalización por su parte usa la moderna tipografía Parisine aunque fiel al estilo carrossage sigue usando como soporte unos paneles en relieve donde el texto aparece en letras blancas sobre un fondo azul. Por último, los asientos de la estación son azules, individualizados y de tipo Motte.

## Accesos
La estación dispone de dos accesos:
- Acceso 1: a la altura del nº 189 de la calle de la Convention.
- Acceso 2: Bulevar Vaugirard cruce con la calle Alain Chartier.